# MTV Video Music Awards/Best Latino Artist
Der MTV Video Music Awards für den Best Latino Artist wird seit 2006 vergeben.  Von 2006 bis 2009 wurde er im Rahmen der Los Premios MTV Latinoamérica (auch bekannt als MTV Video Music Awards Latinoamérica or VMALA’s) verliehen.
2010 wurde er als tr3́s Latino Artist of the Year und anschließend als Best Latino Artist als Teil der MTV Video Music Awards eingeführt. Allerdings wurde er nicht im Rahmen der Hauptveranstaltung verliehen, sondern lediglich bei der spanischen Übertragung auf Tr3s verkündet.

## Gewinner und Nominierte

### Los Premios MTV Latinoamérica
| Award | Jahr | Titel                                              | Preisträger    | Nominierungen                                                       |
| ----- | ---- | -------------------------------------------------- | -------------- | ------------------------------------------------------------------- |
| 1.    | 2006 | MTV Tr3́s Viewer’s Choice Award                     | Don Omar       | - Daddy Yankee - Luis Fonsi - Kumbia Kings - Ricky Martin           |
| 2.    | 2007 | MTV Tr3́s Viewer’s Choice Award — Best Pop Artist   | Aventura       | - Daddy Yankee - Enrique Iglesias - Jennifer Lopez - R.K.M. & Ken-Y |
| 2.    | 2007 | MTV Tr3́s Viewer’s Choice Award — Best Urban Artist | Wisin & Yandel | - Calle 13 - Don Omar - Héctor el Father - Joell Ortiz              |
| 2.    | 2007 | MTV Tr3́s Viewer’s Choice Award — Best New Artist:  | Kat DeLuna     | - Down AKA Kilo - Gustavo Laureano - Notch - Xtreme                 |
| 3.    | 2009 | Best MTV Tr3́s Artist                               | Aventura       | - Calle 13 - Pitbull - Tito El Bambino - Wisin & Yandel             |
| 3.    | 2009 | Best New MTV Tr3́s Artist                           | Da'Zoo         | - Franco "El Gorila" - Jazmín López - Marcy Place - Pee Wee         |

### MTV Video Music Awards
| Award | Jahr | Preisträger                                 | für das Video                                        | Nominierungen |
| ----- | ---- | ------------------------------------------- | ---------------------------------------------------- | --- |
| 1.    | 2010 | Aventura                                    | in diesem Jahr wurde nur der Interpret ausgezeichnet | - Camila - Daddy Yankee - Pitbull - Shakira - Wisin & Yandel |
| 2.    | 2011 | Wisin & Yandel                              | Zun Zun Rompiendo Caderas                            | - Don Omar & Lucenzo — Danza Kuduro - Enrique Iglesias (featuring Ludacris and DJ Frank E) — Tonight (I’m Lovin’ You) - Maná — Lluvia al Corazón - Prince Royce — Corazón Sin Cara                                          |
| 3.    | 2012 | Romeo Santos                                | in diesem Jahr wurde nur der Interpret ausgezeichnet | - Juanes - Jennifer Lopez - Pitbull - Wisin & Yandel |
| 5.    | 2013 | Daddy Yankee                                | in diesem Jahr wurde nur der Interpret ausgezeichnet | - Don Omar - Jesse & Joy - Pitbull - Alejandro Sanz |
| 6.    | 2018 | J Balvin and Willy William                  | Mi Gente                                             | - Daddy Yankee – Dura - Jennifer Lopez featuring DJ Khaled and Cardi B – Dinero - Luis Fonsi and Demi Lovato – Échame la Culpa - Maluma – Felices los 4 - Shakira – Chantaje                                                |
| 7.    | 2019 | Rosalía and J Balvin (featuring El Guincho) | Con altura                                           | - Anuel AA and Karol G – Secreto - Bad Bunny (featuring Drake) – Mia - Benny Blanco, Tainy, Selena Gomez and J Balvin – I Can’t Get Enough - Daddy Yankee (featuring Snow) – Con Calma - Maluma – Mala Mía                  |
| 8.    | 2020 | Maluma (featuring J Balvin)                 | Qué Pena                                             | - Anuel AA (featuring Daddy Yankee, Ozuna, Karol G and J Balvin) – China - Bad Bunny – Yo Perreo Sola - J Balvin – Amarillo - Black Eyed Peas (featuring Ozuna and J. Rey Soul) – Mamacita - Karol G and Nicki Minaj – Tusa |
| 9.    | 2021 | Billie Eilish and Rosalía                   | Lo Vas a Olvidar                                     | - Bad Bunny and Jhay Cortez – Dakiti - Black Eyed Peas and Shakira – Girl like Me - J Balvin, Dua Lipa, Bad Bunny and Tainy – Un Dia (One Day) - Karol G – Bichota - Maluma – Hawái                                         |
| 10.   | 2022 | Anitta                                      | Envolver                                             | - Bad Bunny – Tití Me Preguntó - Becky G and Karol G – Mamiii - Daddy Yankee – Remix - Farruko – Pepas - J Balvin and Skrillex – In da Getto                                                                                |
| 11.   | 2023 | Anitta                                      | Funk Rave                                            | - Bad Bunny – Where She Goes - Eslabon Armado and Peso Pluma – Ella Baila Sola - Grupo Frontera and Bad Bunny – Un x100to - Karol G and Shakira – TQG - Rosalía – Despechá - Shakira – Acróstico                            |